# 北条塚古墳
北条塚古墳（ほうじょうづかこふん）は、千葉県香取郡多古町東松崎にある古墳。千葉県の史跡に指定されている。

## 概要
本古墳は、栗山川の支流である常磐川をのぞむ台地上に築かれた前方後円墳で、1980年（昭和55年）に明治大学考古学研究室による墳丘測量が行われた。前方部をほぼ西側に向け、墳丘全長73メートル、後円部径38メートル、前方部長36メートル、前方部幅38メートル、後円部高7メートル、前方部高6メートルを測る。発掘調査は行われていないが円筒埴輪の存在が確認されており、靫形の形象埴輪が採集されたという記録もある。
築造時期は、6世紀中葉から後葉と推測されており、旭市の御前鬼塚古墳に先行する下海上地域の有力首長墓とされ、危険な犬吠埼沖を避けて設定された九十九里浜から香取海に至るルートの要衝に位置した古墳である。なお本古墳は松崎神社の裏にあるが、平安時代には坂上田村麻呂が蝦夷征討の途中に参拝したと伝えられている。

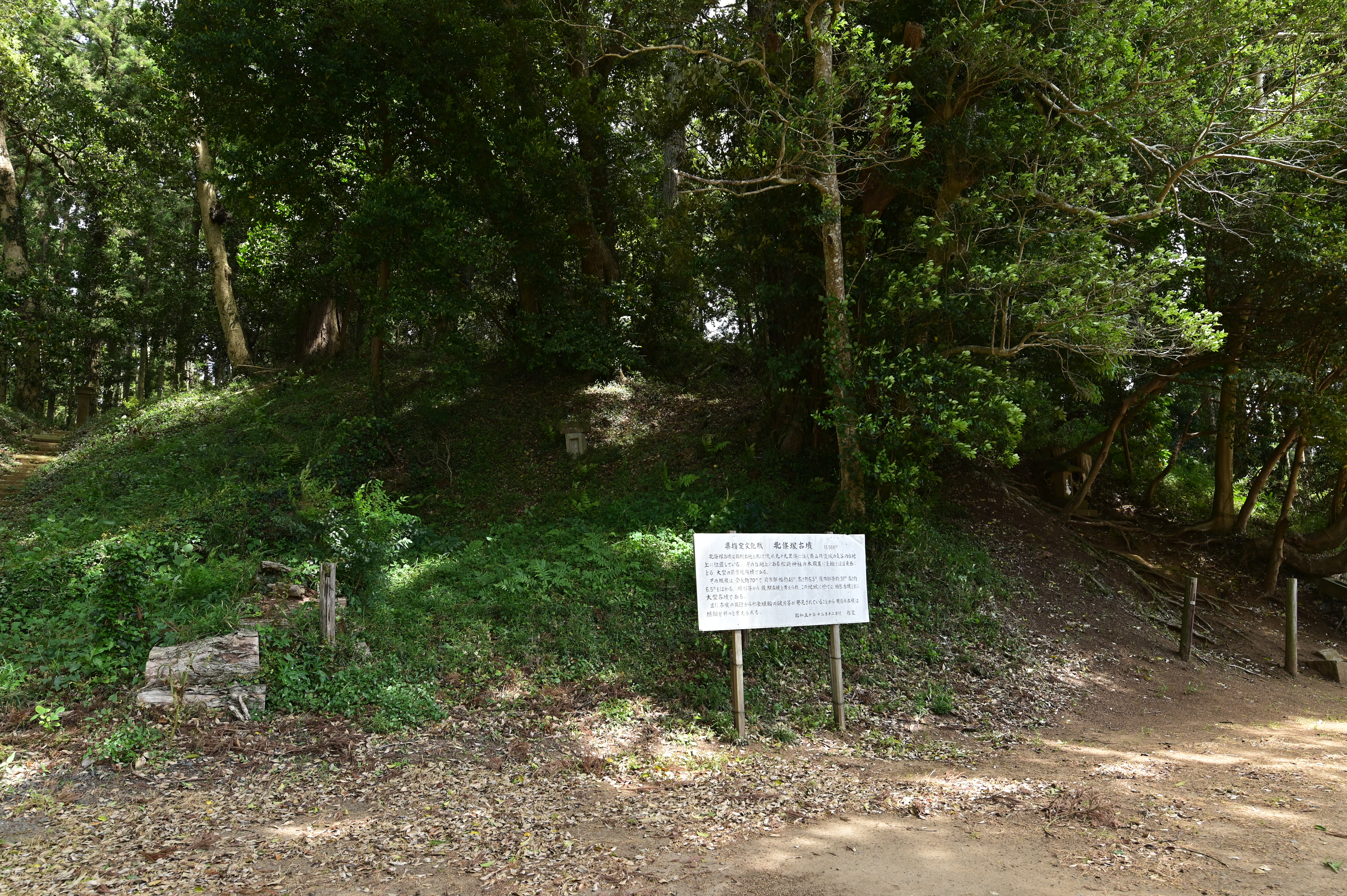
後円部
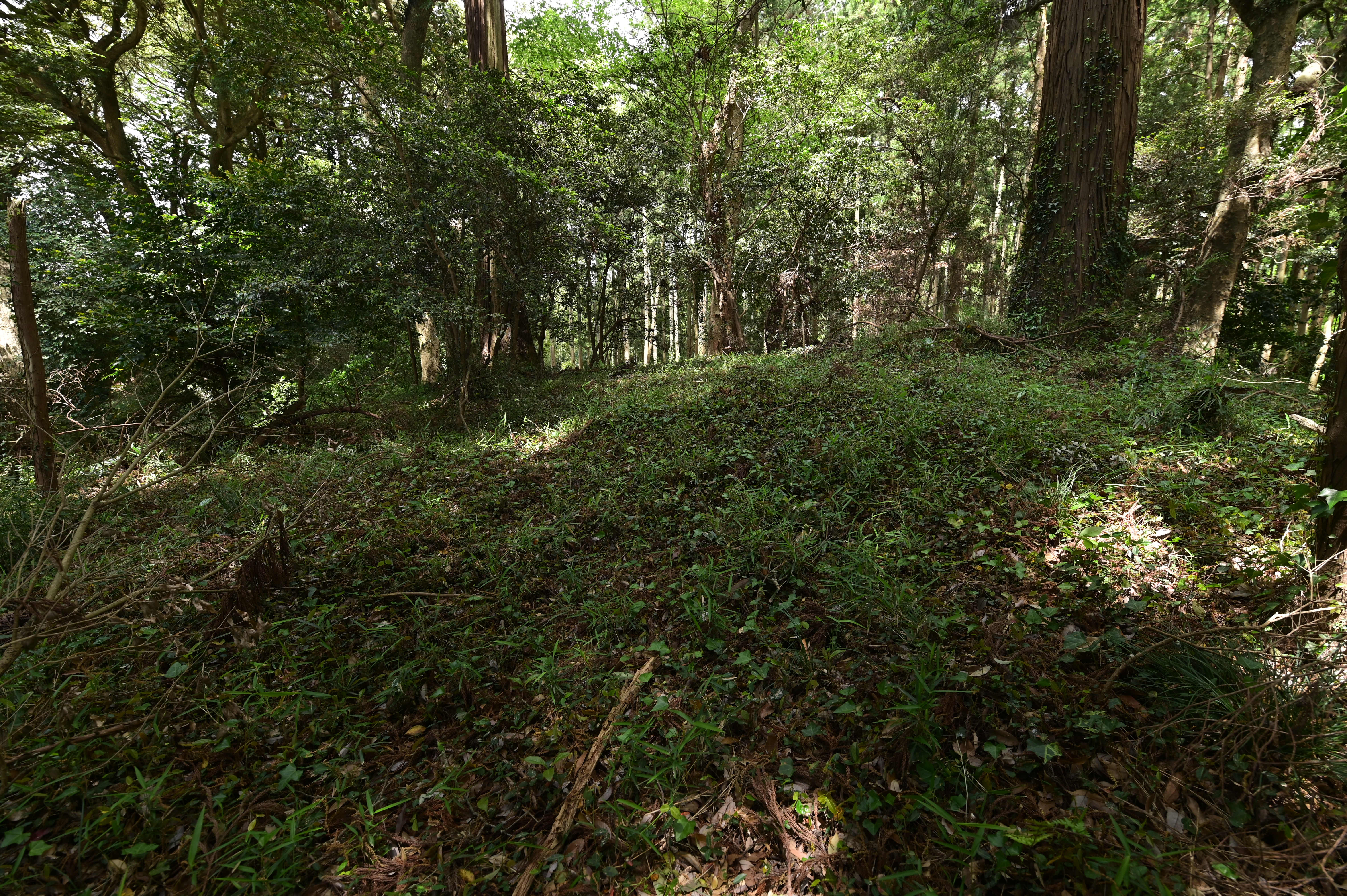
後円部の墳頂の様子
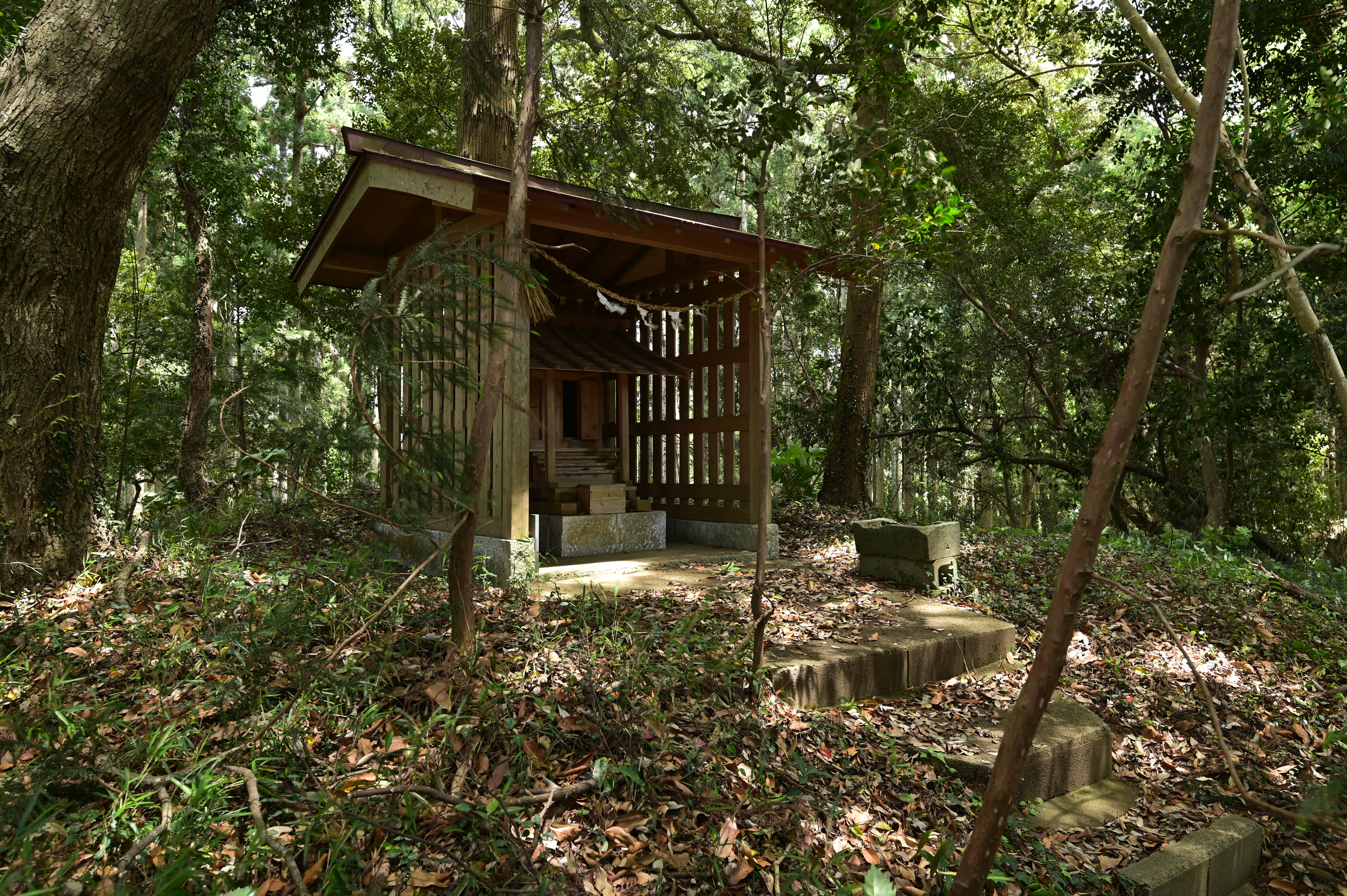
前方部の墳頂には古峯神社が祀られている